# Exocentrus somalicus
Exocentrus somalicus är en skalbaggsart som beskrevs av Stefan von Breuning 1958. Exocentrus somalicus ingår i släktet Exocentrus och familjen långhorningar. Inga underarter finns listade i Catalogue of Life.